# Конвенция об участии иностранцев в общественной жизни на местном уровне
Конве́нция об уча́стии иностра́нцев в обще́ственной жи́зни на ме́стном у́ровне — принятая в 5 февраля 1992 году и вступившая в силу в 1997 году конвенция Совета Европы. Устанавливает, что иностранцы (в понимании конвенции — законно проживающие в стране лица, не являющиеся её гражданами) обладают в странах-участницах равными с гражданами правами в области свободы слова, союзов и собраний. Также предусматривает для иностранцев, обычно проживавших в соответствующем государстве в течение пяти лет, право голоса и право быть избранным на муниципальных выборах. Участниками конвенции на 2016 год являются 9 из 47 стран-членов Совета Европы, ещё 4 её подписали, но не ратифицировали.
В  конвенции  говорится  о  том,  что  иностранные жители местных общин должны обладать правом участия в работе консультативных органов. Местные органы обязаны обеспечить участие иностранных граждан в избирательном процессе на уровне общины, а также способствовать их интеграции в общинную жизнь. 
Российская Федерация данный документ пока не подписала. Однако несмотря на это некоторые положения указанного акта нашли свое отражение как выше указанном постановлении Конституционного  Суда Российской  Федерации, так в национальном законодательстве Российской Федерации в целом. Таким образом идея интеграции иностранных граждан в общественную жизнь страны справедлива, ясна и тем самым воспринята на уровне национального права Российской Федерации.

## Государства-участники
Все государства-участники Конвенции на данный момент являются членами Совета Европы. Всего участников 9, 4 из которых не ратифицировали договор.
 Государства, подписавшие, но не ратифицировавшие конвенцию           

| Страна         | Подписание      | Ратификация     | Вступление в силу |
| -------------- | --------------- | --------------- | ----------------- |
| Албания        | 9 июня 2004     | 19 июля 2005    | 1 ноября 2005     |
| Дания          | 5 февраля 1992  | 6 апреля 2000   | 1 июля 2000       |
| Исландия       | 11 февраля 2004 | 11 февраля 2004 | 1 июня 2004       |
| Италия         | 5 февраля 1992  | 26 мая 1994     | 1 мая 1997        |
| Нидерланды     | 30 ноября 1994  | 28 января 1997  | 1 мая 1997        |
| Норвегия       | 9 августа 1993  | 9 августа 1993  | 1 мая 1997        |
| Финляндия      | 26 августа 1997 | 12 января 2001  | 1 мая 2001        |
| Чехия          | 7 июня 2000     | 17 июля 2015    | 1 ноября 2015     |
| Швеция         | 5 февраля 1992  | 12 февраля 1993 | 5 мая 1997        |
| Великобритания | 5 февраля 1992  | —               | —                 |
| Кипр           | 15 ноября 1996  | —               | —                 |
| Литва          | 12 февраля 2008 | —               | —                 |
| Словения       | 23 ноября 2006  | —               | —                 |

### Комментарии
1. ↑  Конвенция вступает в силу в первый день месяца, следующего после истечения трехмесячного периода с даты сдачи на хранение своей ратификационной грамоты или документа о признании или одобрении.